# Suzanne Lefort
Suzanne Lefort est une mezzo-soprano française, née à Liévin (Pas-de-Calais) le 10 novembre 1919 et morte le 20 mars 1977 à Ecquevilly.

## Biographie
Elle fait ses études au conservatoire de Lille puis au Conservatoire national de musique et d'art dramatique à Paris où elle obtient trois prix en 1941, premier prix de chant, premier prix d'opéra et premier prix d'opéra-comique.
Elle entre aussitôt à l'Opéra de Paris où elle chante notamment Dalila dans Samson et Dalila de Camille Saint-Saëns, Maddalena dans Rigoletto et Amneris dans Aida de Giuseppe Verdi, Erda dans L'Anneau du Nibelung de Richard Wagner, Silla dans Palestrina de Hans Pfitzner, Margared dans Le Roi d'Ys d'Édouard Lalo, Albine dans Thaïs de Jules Massenet, la Nourrice dans Boris Godounov, et Åse dans Peer Gynt  de Werner Egk.
Elle quitte la scène en 1953 pour se consacrer à la pédagogie. Malade et relativement oubliée, elle meurt le 20 mars 1977.

## Vie privée
Suzanne Lefort se marie au chef d'orchestre Georges Prêtre en 1947. Le couple divorce deux ans plus tard en 1949,.

## Sources
- Jean Gourret et Jean Giraudeau, Encyclopédie des cantatrices de l'Opéra de Paris, ed. Mengès, 1981  (ISBN 9782856201381)
- Daniel Imbrecht, Petite histoire de la grande harmonie de Liévin, 1952